# Merkin Ball
Merkin Ball è un singolo dei Pearl Jam realizzato in collaborazione con Neil Young e pubblicato il 5 dicembre 1995. Divenne disco d'oro negli Stati Uniti. Nel settembre del 2001, Eddie Vedder e Mike McCready si unirono a Neil Young e suonarono "Long Road", lato B di questo disco, nel concerto benefico America: A Tribute to Heroes.

## Il disco
I Pearl Jam collaborarono all'album Mirror Ball di Neil Young come band di supporto per la registrazione. Le due tracce furono registrate dopo quelle dell'album di Neil Young.

## Tracklist
Tutte le canzoni sono state scritte da Eddie Vedder:
1. "I Got Id" – 4:53
  - Conosciuta dai fan anche come "I Got Shit".[senza fonte]
2. "Long Road" – 5:59

## Musicisti
- Brendan O'Brien – Basso per "I Got Id"
- Neil Young – Chitarra, organo a pompa, voce
- Eddie Vedder – Chitarra, voce
- Jeff Ament – Basso per "Long Road"
- Jack Irons – Percussioni, batteria